# Judith Roitman

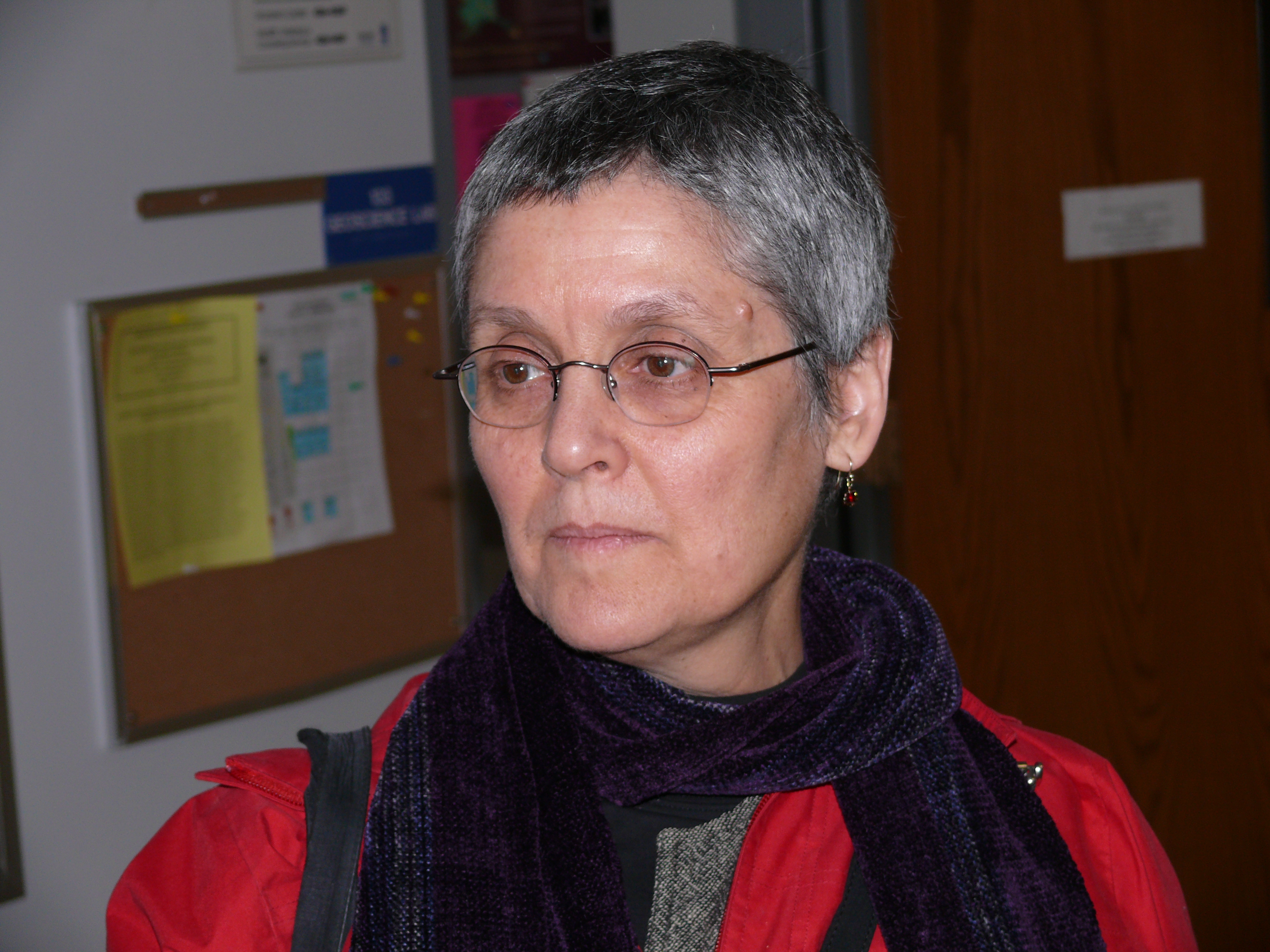
Judy Roitman 2008

Judith „Judy“ Roitman (* 12. November 1945 in New York City) ist eine US-amerikanische Mathematikerin.
Judith Roitman studierte am Oberlin College und am Sarah Lawrence College, erwarb 1966 den Bachelor-Abschluss in Anglistik und wollte ursprünglich Englischlehrerin werden. Danach studierte sie Mathematik und Philosophie an der University of California, Berkeley und der San Francisco State University, während sie als Grundschullehrerin unterrichtete. 1974 wurde sie bei Robert M. Solovay in Berkeley promoviert (Hereditary Properties of Topological Spaces). Sie unterrichtete ab 1974 drei Jahre als Assistant Professor am Wellesley College, war 1977 am Institute for Advanced Study und ab 1978 Assistant Professor und ab 1986 Professor an der University of Kansas.
Sie befasst sich mit Topologie, Mengenlehre, Boolescher Algebra und Mathematikpädagogik.
Von 1979 bis 1981 war sie Präsidentin der Association for Women in Mathematics. 1996 erhielt sie den Louise Hay Award für Mathematikpädagogik. Sie war beim National Council of Teachers of Mathematics eine der Autoren der Principles and Standards for School Mathematics. Sie ist Fellow der American Mathematical Society.
Roitman veröffentlichte auch Gedichte und befasst sich mit Zen-Buddhismus (sie war 1978 eine der Gründer des Kansas Zen Center und unterrichtet dort). Sie ist mit dem Altphilologen und Professor an der University of Kansas, Stanley Lombardo, verheiratet und hat einen Sohn.

## Schriften
- Introduction to Modern Set Theory. Wiley-Interscience, Wiley 1990, pdf
- The Uses of Set Theory, Mathematical Intelligencer, Band 14, Nr. 1, 1992, S.  63–69
- Beyond the Math Wars, in: Contemporary Issues in Mathematics Education. MSRI Publications 36, Cambridge University Press 1999, S. 123–134, pdf
- mit Stephen Addiss, Stanley Lombardo: Zen sourcebook: traditional documents from China, Korea, and Japan, Hackett Publishing 2008

Ihr Gedichtband Slippage erschien 1999, No Face 2008.